# ZyMOS
ZyMOS Corporation byl výrobce polovodičových součástek se sídlem v Sunnyvale, v americké Kalifornii. Navrhoval a vyvíjet zejména integrované obvody pro počítačovou grafiku (VGA).
V roce 1987 představil POACH (PC-On-A-Chip) sérii multifunkčních čipů s názvoslovím 82x3x, první klon čipsetu IBM AT. Intel si brzy u ZyMOSu nechal licensovat tento čipset pro prodej procesorů Intel 80286.
1. listopadu 1990 ZyMOS změnil své jméno na Appian Technology Inc.